# 4181 Kivi
4181 Kivi је астероид главног астероидног појаса са средњом удаљеношћу од Сунца која износи 2,611 астрономских јединица (АЈ).
Апсолутна магнитуда астероида је 12,0.